# Vlag van Houthalen-Helchteren
De vlag van Houthalen-Helchteren is het gemeentelijke dundoek van de Belgisch-Limburgse gemeente Houthalen-Helchteren. De vlag telt drie horizontale kleurstroken: groen beneden, dan geel en daarboven rood.

## Achtergrond
De vlag werd door de gemeenteraad op 23 juni 1992 officieel vastgesteld. Op 6 oktober 1992 werd hij door het Bestuur van Vlaanderen bevestigd en uiteindelijk gepubliceerd op 21 juni 1994 in het officiële Belgisch Staatsblad.
Officieel wordt de vlag beschreven als:
Drie even hoge banen van rood, van geel en van groen.
De groene strook wijst op de groene natuur in de gemeente met zijn talrijke recreatiemogelijkheden. Geel en rood daarentegen vindt men terug in de wapens van Houthalen en Helchteren, omdat beide gemeenten in de middeleeuwen behoorden tot het Land van Loon. De graaf van Loon droeg deze twee kleuren in zijn wapenschild. Deze kleuren zijn ook terug te vinden in de huidige vlag van Belgisch-Limburg.

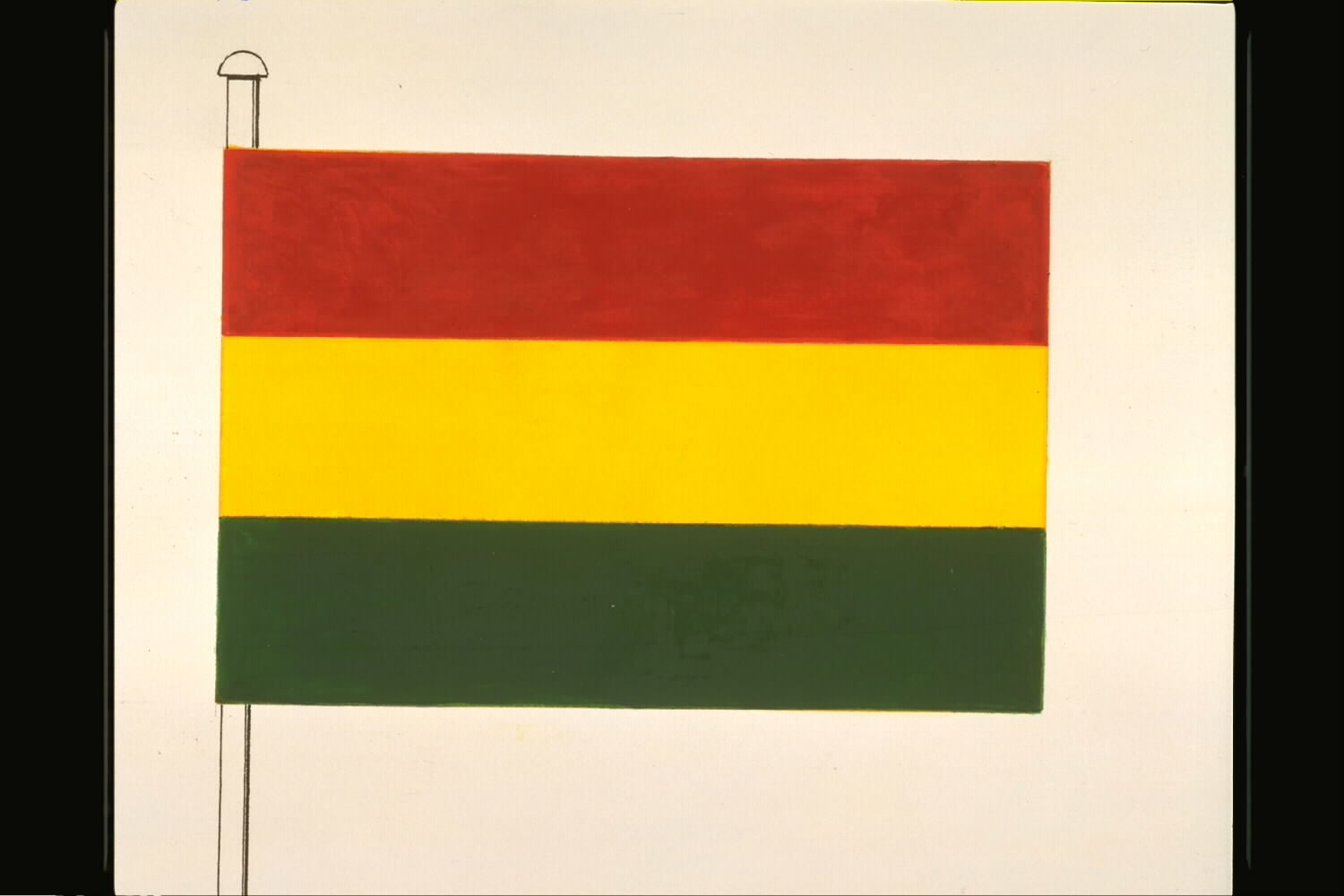
Officiële tekening van de vlag
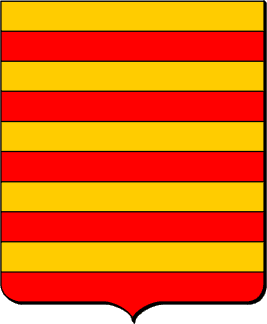
Wapen van het Graafschap Loon

## Varia
De kleuren van de vlag hebben overeenkomsten met de vlag van Bolivia en de pan-afrikaanse kleuren. Dit is echter toeval.